# Sadów (województwo śląskie)
Sadów (śl. Sodowje, niem. Sodow) – wieś sołecka w Polsce, położona w województwie śląskim, w powiecie lublinieckim, w gminie Koszęcin. W latach 1945–55 siedziba gminy Sadów.

## Nazwa
Nazwa pochodzi od słowa sad oznaczającej miejsce porośnięte drzewami owocowymi. Heinrich Adamy w swoim dziele o nazwach miejscowości na Śląsku wydanym w 1888 roku we Wrocławiu jako najstarszą nazwę miejscowości wymienia Sadow podając jej znaczenie "Gartenland" czyli w języku polskim "ziemia ogrodów". Nazwa wsi została później fonetycznie zgermanizowana na Sodow i utraciła swoje pierwotne znaczenie.
W 1295 w kronice łacińskiej Liber fundationis episcopatus Vratislaviensis (pol."Księdze uposażeń biskupstwa wrocławskiego") miejscowość wymieniona jest pod nazwą Sadowe.
Polską nazwę Sadów śląską Sodów oraz zgermanizowaną nazwę Sodow wymienia również w 1896 roku śląski pisarz Konstanty Damrot.

## Integralne części wsi
| SIMC    | Nazwa                    | Rodzaj    |
| ------- | ------------------------ | --------- |
| 1002900 | Kopce (hist. Kopca)      | część wsi |
| 1002923 | Podlesie (niem. Waldhof) | część wsi |

## Historia
Od końca XVIII w. wieś Sadów Dolny posiadała własna pieczęć gminną z wizerunkiem kościoła z wieżą – widok z boku, z frontem i wieżą po lewej stronie, natomiast Sadów Górny z wizerunkiem: po prawej drzewo liściaste, po lewej zwrócony ku niemu kogut (?).
Podczas niemieckiego spisu powszechnego w 1910 roku z ogólem 630 mieszkańców 586 zadeklarowało język polski jako ojczysty, a 44 język niemiecki.
W ramach plebiscytu na Górnym Śląsku w 1921 roku w Sadowie 304 głosów oddano za pozostaniem w Niemczech, a 149 za przyłączeniem do Polski.

## Zabytki
Na terenie wsi znajduje się gotycki murowany kościół św. Józefa, konsekrowany w 1331 roku. Jest on jednym z najstarszych kościołów na Śląsku. Do parafii należą obecnie miejscowości Wierzbie, Droniowice oraz Harbułtowice. Wcześniej, do 1869 roku należały do niej 34 miejscowości m.in. Koszęcin, Boronów, Rusinowice i Olszyna wraz z otaczającymi je siołami. Parafia sadowska wzmiankowana była już w połowie XIII wieku.
Wybudowana przy kościele w XVII wieku dzwonnica znajduje się na szlaku architektury drewnianej województwa śląskiego. W dzwonnicy wiszą dwa dzwony, jeden z roku 1486, drugi z XVII wieku.
W miejscowości znajdują się także:
- Szkoła podstawowa i przedszkole,
- Jednostka Ochotniczej Straży Pożarnej, założona w 1925 r.,
- Klub sportowy LKS Pokój Sadów
- Dwa pomnikowe głazy narzutowe, jeden z nich określany jest mianem Pomnik Schilla.
- Boisko do piłki nożnej.